# Adolf Ziegler
Pour les articles homonymes, voir Ziegler.
Adolf Ziegler, né le 16 octobre 1892 à Brême (Empire allemand) et mort le 18 septembre 1959 à Varnhalt (Baden-Baden, Allemagne de l'Ouest), est un artiste peintre allemand.

## Biographie

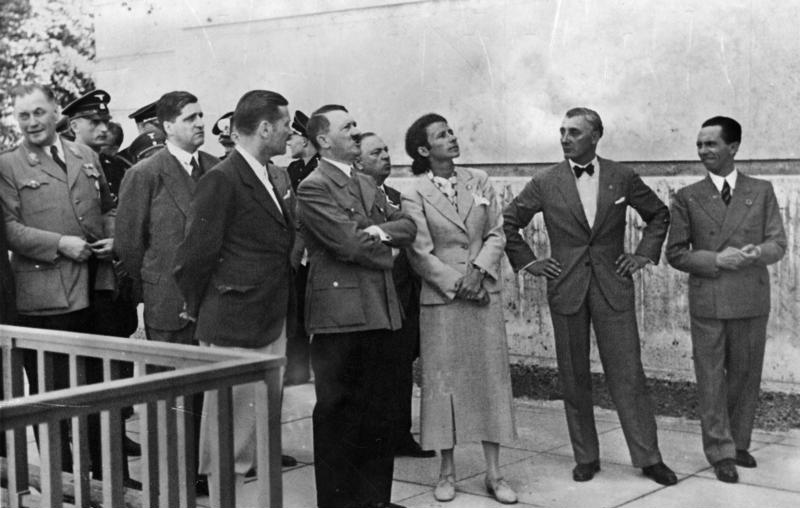
Visite le 5 mai 1937 à la Haus der Kunst à Munich avant son ouverture par Adolf Hitler, Gerdy Troost, Adolf Ziegler (au nœud papillon) et Joseph Goebbels.

Adolf Ziegler est un peintre et haut fonctionnaire national-socialiste. Entre 1910 et 1914, il étudie à l'Académie de Weimar sous la direction de  Max Doerner et à l'Académie des Beaux-Arts de Munich. Il a été président de la chambre des beaux-arts du Reich (Reichskammer der bildenden Künste) et le moteur de la confiscation des œuvres d'art moderne des musées allemands et de leur diffamation publique dans l'exposition de l'Art dégénéré.
Il était le peintre préféré de Hitler[réf. nécessaire].